# Sciences Po
Sciences Po, voluit Institut d'études politiques de Paris (Parijs Instituut voor Politieke Studies), is een zogenoemd grand établissement in de Franse hoofdstad Parijs. Het betreft een zeer prestigieus opleidingsinstituut op universitair niveau in de maatschappijwetenschappen, met name die van de politieke wetenschappen. Wereldwijd wordt Sciences Po als een van de voornaamste opleidingen in maatschappijwetenschappen beschouwd en in 2024 plaatste de QS World University Rankings het op de tweede plaats ter wereld voor politicologie en internationale betrekkingen. Gewoontegetrouw wordt hier de politieke en diplomatieke top van Frankrijk opgeleid.
Sciences Po werd in 1872 als École Libre des Sciences Politiques opgericht. Het instituut is gevestigd in 17e- en 18e-eeuwse gebouwen op en rond de Rue Saint-Guillaume in het 7e arrondissement. De campus ligt vlak bij de Seine en op loopafstand van de Notre Dame, het Panthéon, en de Assemblée Nationale. De Sciences Po heeft ook campussen in Dijon, Le Havre, Menton, Nancy, Poitiers en Reims.
Sciences Po werkt samen met verschillende andere hoogstaande universiteiten, zo kunnen studenten een dubbele master krijgen na een jaar aan de prestigieuze London School of Economics of Bocconi-universiteit in Milaan gestudeerd te hebben, en kunnen studenten een semester aan universiteiten zoals Oxford en Cambridge volgen.
Bekende oud-studenten zijn onder anderen Marcel Proust, Christian Dior, Dominique Strauss-Kahn, Pierre Trudeau, Chandrika Kumaratunga, Salome Zoerabisjvili, Boutros Boutros-Ghali, Simone Veil, Audrey Azoulay, Louis Schweitzer, Hélène Carrère d'Encausse, Leïla Slimani, Pierre de Coubertin, Pascal Lamy, Michel Camdessus, Jean-Claude Trichet, prins Reinier III van Monaco, Pierre Werner, Esko Aho, Henri Giscard d'Estaing, José Sócrates, Florence Parly, Foort van Oosten, Bruno Le Maire, Jean-Michel Blanquer en Austen Chamberlain. Zo ook 6 Franse presidenten, waaronder Emmanuel Macron, Nicolas Sarkozy, François Hollande, François Mitterrand, Georges Pompidou en Jacques Chirac, en 18 Franse premiers.